# Euophrys nanchonensis
Euophrys nanchonensis es una especie de araña saltarina del género Euophrys, familia Salticidae. Fue descrita científicamente por Taczanowski en 1878.
Habita en Perú.